# Burns Flat (Oklahoma)
Burns Flat es un pueblo ubicado en el condado de Washita en el estado estadounidense de Oklahoma. En el año 2010 tenía una población de 2057 habitantes y una densidad poblacional de 935 personas por km².

## Geografía
Burns Flat se encuentra ubicado en las coordenadas 35°21′22″N 99°10′34″O / 35.35611, -99.17611 (35.356042, -99.176008).

## Demografía
Según la Oficina del Censo en 2000 los ingresos medios por hogar en la localidad eran de $32,353 y los ingresos medios por familia eran $35,870. Los hombres tenían unos ingresos medios de $30,278 frente a los $17,625 para las mujeres. La renta per cápita para la localidad era de $14,350. Alrededor del 14.1% de la población estaban por debajo del umbral de pobreza.